# Jevišovická pahorkatina
Jevišovická pahorkatina je geomorfologický celek Českomoravské vrchoviny. Nejvyššího bodu dosahuje v Zadní hoře (633,5 m n. m.), další nejvyšší a nejprominentnější hory a kopce se nacházejí v Seznamu vrcholů v Jevišovické pahorkatině. Celková plocha činí 2007,71 km², střední výška pak 414,3 m n. m., střední sklon 3°. Skládá se z krystalických břidlic a žul. Člení ji údolí Dyje a jejích přítoků, zejm. Jihlavy, Rokytné, Oslavy a Jevišovky.

## Geologie
Povrch pahorkatiny charakterizují zbytky tropických zvětralin z druhohor a třetihor, v plochých kotlinách pak zbytky neogenních usazenin.

## Geomorfologické členění
Podcelky a okrsky
- Jemnická kotlina
- Bítovská pahorkatina
  - Dešovská pahorkatina
  - Vranovská pahorkatina
  - Uherčická pahorkatina
- Jaroměřická kotlina
  - Stařečská pahorkatina
  - Třebíčská kotlina
  - Moravskobudějovická kotlina
- Znojemská pahorkatina
  - Náměšťská sníženina
  - Hartvíkovická vrchovina
  - Mohelenská vrchovina
  - Hrotovická pahorkatina
  - Výrovická pahorkatina
  - Únavovská sníženina
  - Znojemská kotlina
  - Šatovská pahorkatina
  - Citonická plošina
  - Pavlická pahorkatina
  - Bojanovická pahorkatina
  - Myslibořický hřbet
  - Tavíkovická pahorkatina

Geomorfologické členění celé Českomoravské vrchoviny uvádí následující tabulka:
| Geomorfologické členění Českomoravské vrchoviny               | Geomorfologické členění Českomoravské vrchoviny | Geomorfologické členění Českomoravské vrchoviny |
| ------------------------------------------------------------- | ----------------------------------------------- | ----------------------------------------------- |
| ČESKÁ VYSOČINA • Česko-moravská subprovincie                  |                                                 |                                                 |
| KŘEMEŠNICKÁ VRCHOVINA                                         | Jindřichohradecká pahorkatina                   | Čihadlo (665 m)                                 |
| KŘEMEŠNICKÁ VRCHOVINA                                         | Pacovská pahorkatina                            | Lísek (760 m)                                   |
| KŘEMEŠNICKÁ VRCHOVINA                                         | Želivská pahorkatina                            | Na altánku (634 m)                              |
| KŘEMEŠNICKÁ VRCHOVINA                                         | Humpolecká vrchovina                            | Křemešník (769 m)                               |
| HORNOSÁZAVSKÁ PAHORKATINA                                     | Kutnohorská plošina                             | Za stodolami (537 m)                            |
| HORNOSÁZAVSKÁ PAHORKATINA                                     | Světelská pahorkatina                           | Žebrákovský kopec (601 m)                       |
| HORNOSÁZAVSKÁ PAHORKATINA                                     | Havlíčkobrodská pahorkatina                     | Roudnice (661 m)                                |
| HORNOSÁZAVSKÁ PAHORKATINA                                     | Jihlavsko-sázavská brázda                       | Kázek (567 m)                                   |
| ŽELEZNÉ HORY                                                  | Chvaletická pahorkatina                         | bezejmenný (450 m)                              |
| ŽELEZNÉ HORY                                                  | Sečská vrchovina                                | Vestec (668 m)                                  |
| HORNOSVRATECKÁ VRCHOVINA                                      | Žďárské vrchy                                   | Devět skal (836 m)                              |
| HORNOSVRATECKÁ VRCHOVINA                                      | Nedvědická vrchovina                            | Horní les (772 m)                               |
| KŘIŽANOVSKÁ VRCHOVINA                                         | Bítešská vrchovina                              | Harusův kopec (743 m)                           |
| KŘIŽANOVSKÁ VRCHOVINA                                         | Brtnická vrchovina                              | Velký Špičák (734 m)                            |
| KŘIŽANOVSKÁ VRCHOVINA                                         | Dačická kotlina                                 | Ivanův kopec (644 m)                            |
| JAVOŘICKÁ VRCHOVINA                                           | Jihlavské vrchy                                 | Javořice (837 m)                                |
| JAVOŘICKÁ VRCHOVINA                                           | Novobystřická vrchovina                         | Vysoký kámen (732 m)                            |
| JEVIŠOVICKÁ PAHORKATINA                                       | Jemnická kotlina                                | Vráž (576 m)                                    |
| JEVIŠOVICKÁ PAHORKATINA                                       | Bítovská pahorkatina                            | Suchá hora (571 m)                              |
| JEVIŠOVICKÁ PAHORKATINA                                       | Jaroměřická kotlina                             | Zadní hora (634 m)                              |
| JEVIŠOVICKÁ PAHORKATINA                                       | Znojemská pahorkatina                           | Na skalném (556 m)                              |
| PROVINCIE • Subprovincie / Oblast / CELEK • Podcelek • Vrchol |                                                 |                                                 |